# Dominique Collignon-Maurin
Pour les articles homonymes, voir Collignon et Maurin.
Dominique Collignon-Maurin est un acteur, auteur, musicien et metteur en scène français, né le 1er avril 1949 à Toulouse (Haute-Garonne) et mort le 4 août 2025 à Paris.
Parmi ses participations au cinéma, on peut noter La Belle Américaine (1961) de Robert Dhéry, Les Amitiés particulières (1964) de Jean Delannoy, La Bande à Bonnot (1968) de Philippe Fourastié, Neige (1981) de Juliet Berto et Jean-Henri Roger, Les Princes (1983) de Tony Gatlif, Zanzibar (1989) de Christine Pascal ou encore, Lune froide (1991) de Patrick Bouchitey.
Comme évoqué lors d'un sujet qui lui est consacré à la télévision : « Son visage n'est pas connu mais sa voix, elle, est très célèbre ». Il est en effet actif dans le doublage dès son plus jeune âge. Il est ainsi la voix française de Mark Hamill pour le personnage de Luke Skywalker dans Star Wars, ainsi que la voix régulière de Dustin Hoffman, Nicolas Cage ou encore Kevin Kline. Il double également de manière occasionnelle John Travolta, Gary Oldman, John Malkovich, James Woods, Roberto Benigni ou encore Willem Dafoe.
Très prolifique au sein de l'animation, il participe à de nombreux personnages de l'univers Disney : il est notamment la voix d'Arthur « Moustique » Pendragon dans Merlin l'Enchanteur, Hadès dans Hercule, « le Borgne » dans 1 001 Pattes, « Léon le caméléon » dans Monstres et Cie et « Gill le zancle » dans Le Monde de Nemo. Il est également la voix du baron « Humbert von Gikkingen » dans l'anime Si tu tends l'oreille, celle de « Grug » dans Les Croods, celle de « Rat » dans Fantastic Mr. Fox ou encore celle de « Bubbles » dans Bob l'éponge, le film : Un héros sort de l'eau.
Il fonde « la Coline Compagnie » et poursuit une carrière au théâtre, à partir de 1983 où il signe des pièces, des spectacles musicaux ainsi que plusieurs mises en scène. 
À partir de la décennie 2010, il devient le narrateur des trois derniers livres audios Harry Potter après la mort de Bernard Giraudeau ainsi que des productions audio signées Jo Nesbø.

## Biographie

### Jeunesse
Dominique Collignon-Maurin est né le 1er avril 1949 à Toulouse (Haute-Garonne). Il est le fils de la comédienne Mado Maurin et de l'artiste lyrique Georges Collignon.
Lors de son enfance et son adolescence, il apparaît dans de nombreuses productions télévisées, séries et téléfilms, et prête sa voix à des pièces radiophoniques, à l'instar de ses frères, issus de la troupe des « petits Maurin ».

### Origines, famille d'artistes
Mado Maurin se marie une première fois avec le baryton Pierre-Marie Bourdeaux qui devient le père de ses deux premiers enfants. Né en 1947, de deux ans l'aîné de Dominique, son frère Patrick est le fils naturel de l’artiste lyrique et chef d’orchestre Michel Têtard, mort en 1960 à l’âge de trente-cinq ans. À sa naissance, le premier époux de Mado Maurin, accepte le principe de donner son nom à Patrick, bien que le couple soit séparé. Mado Maurin épouse Georges Collignon, lequel est le père de Dominique, Jean-François et Marie-Véronique. Toutefois, le secret des origines de son frère Patrick est entretenu dans la famille, jusqu'en 1964.
Dominique fait ainsi partie d’une famille d'artistes, surnommée dans le métier les « petits Maurin ». La troupe est composée de ses demi-frères Jean-Pierre Maurin (1941 – 1996), Yves-Marie Maurin (1944 – 2009), Patrick Dewaere (1947 – 1982), auxquels s’adjoignent ensuite ses autres demi-frère et sœur Jean-François Vlérick (1957) et Marie-Véronique Maurin (1960), laquelle utilise le pseudonyme « Marie Wiart » à partir de 1982. Cette troupe familiale collabore à de nombreux films, téléfilms, feuilletons télévisés ainsi qu'à des représentations au théâtre et à la radio.

### Début de carrière agité
Après que Mado Maurin a épousé Collignon, la tribu de ce qui devient bientôt « les petits Maurin » est constituée. À partir de 1950, tous les enfants adoptent dès lors ce patronyme artistique qui facilite leur placement dans divers spectacles, pièces de théâtre, émissions de télévision, de radio, disques et films de cinéma. À cette époque, les Maurin emménagent dans un grand appartement au 3e étage du 65, rue Sainte-Anne à Paris.
Dirigée par l'énergique Mado, la famille baigne à la fois dans un univers de « saltimbanques » et dans une profonde foi catholique. Comme ses frères et sa sœur, il est un enfant de la balle au théâtre, au cinéma, à la télévision et à la radio et travaille depuis son plus jeune âge, entraîné par sa mère Mado Maurin, laquelle a connu elle-même une carrière artistique, comme concertiste et dans l'opérette depuis les années 1930.
Durant toute la période de leur enfance, les « petits Maurin » font l'objet d'une instrumentalisation par leur mère Mado ; ainsi par exemple, lorsqu'Emil-Edwin Reinert se prépare à tourner son film Quai de Grenelle en 1950, il la sollicite. Il l'invite à lui présenter Yves-Marie mais il le trouve trop grand. Elle revient le lendemain avec Patrick mais cela ne convient toujours pas. Elle propose dès lors au réalisateur, son dernier né Dominique, lequel fait ainsi ses débuts au cinéma, âgé de 3 ans à peine (il est toutefois non crédité au générique du film).
Enfant, Dominique Collignon-Maurin connaît un certain succès auprès des réalisateurs grâce à sa gouaille, son regard pétillant et son visage espiègle rempli de tâches de rousseur.
Dans un ouvrage paru en 1992, le réalisateur Yves Robert estime que « sa famille éduquait les enfants pour être comédiens, qui les négociait très jeunes pour des rôles, qui leur apprenait ça comme on apprend des tours à des petits chiens savants ».
Lors de son enfance, pour le film L'Impossible Monsieur Pipelet sorti en 1955, il joue le tout jeune membre d'une famille populaire dans laquelle on retrouve notamment Michel Simon et Louis de Funès.
Jusqu'à la fin de l'adolescence, Dominique entretient un rapport fusionnel avec son frère Patrick (Dewaere) âgé de deux ans de plus que lui ; ils sont inséparables comme des jumeaux, partageant la même chambre à la maison de Gouvernes, en Seine-et-Marne où ils passent week-ends et vacances, dont une partie des charges est payée par leurs cachets de jeunes comédiens encore mineurs. Ils se retrouvent parfois sur les mêmes tournages et font les 400 coups. Ce lien affectif étroit va unir également Dominique et Patrick à leur petit frère Jean-François durant les années 1960.
Ainsi, Dominique relate en 1992 que lors du tournage du film La Route joyeuse qui se déroule à l'été 1956, l'acteur star et réalisateur américain Gene Kelly prend un caillou en pleine tête parce que Patrick, neuf ans, s'amuse à faire des ricochets. Pour les punir, les deux frères sont enfermés dans une chambre d'hôtel, qu'ils mettent à sac en représailles.
En 1960, lors de la tournée organisée pour l'opérette L'Auberge du Cheval-Blanc avec notamment Bourvil et Michel Galabru, il est engagé pour jouer le petit Piccolo ; un disque est enregistré lors d'une représentation en public au théâtre du Châtelet, avec les mêmes interprètes et artistes.
Adolescents, lors d'un enregistrement pour la radio aux studios du Poste Parisien, Patrick et Dominique subtilisent les cartons de présence de pointage du personnel et les oblitèrent, mettant la pagaille le lendemain dans l'organisation de l'entreprise. Parfois, sur d'autres plateaux, notamment de télévision, ils font des farces en renversant des bols de chocolat sur le décor.
En 1963, son interprétation dans le téléfilm L'Enfance de Thomas Edison réalisé par Jean-Christophe Averty est saluée par la critique, le mettant au niveau de ses confrères comédiens confirmés : « L'interprétation était, comme toujours, très au point, avec Berthe Bovy (l'indulgente grand-mère), Dominique Maurin (déjà remarqué dans L'Auberge de l'Ange gardien), Georges Géret, Jean-Roger Caussimon et Claudine Mauget dans les principaux rôles ».
En 1964, lorsque Dominique âgé de 15 ans, apprend par sa mère que Patrick est né d'un autre père, inconnu jusqu'alors, il lui confie cette révélation et dès lors, le futur Dewaere prend ses distances avec la tribu Maurin.
Le tout jeune Dominique est profondément marqué par cette révélation qui risque d'abîmer le lien étroit qui existe avec son frère préféré Patrick. Dans un ouvrage paru en 1993, Dominique déclare, concernant sa mère : « Elle qui, pour nous réunir, gardait au fond d'elle la vérité, et nous obligeait au mensonge. Je compris plus tard cette phobie du mensonge qui régnait à la maison. Jusqu'au thème d'une chanson où je me proclamais chercheur de vérité ».
Âgé d'une quinzaine d'années, il participe à la distribution du film controversé de 1964, Les Amitiés particulières qui déclenche de nombreuses réactions négatives bien que l’œuvre soit interdite aux moins de 18 ans, lors de sa sortie ; il y incarne le personnage antipathique de Marc de Blajan.
Le 31 mars 1965, sortant de l'appartement familial rue Sainte-Anne à Paris, le jeune Dominique alors âgé de 16 ans, est renversé par une voiture et nécessite plusieurs jours d'hospitalisation.
Comme ses frères Jean-Pierre, Yves-Marie et Patrick, le jeune Dominique est inscrit au cours de Raymond Girard, censé les préparer pour le concours d'entrée du Conservatoire. Alors qu'Yves-Marie et Patrick sont recalés, Jean-Pierre et Dominique sont reçus. Leur répétitrice est Gina Manès, actrice dans le Napoléon d'Abel Gance et partenaire de Louis Jouvet dans La Maison du Maltais de Pierre Chenal. Dominique et Patrick s'entrainent également à apprendre des textes et à les jouer ensemble lors de représentations fictives à la maison, notamment des textes de Jacques Prévert.
Mado Maurin, elle-même jouant du piano, tient à ce que Dominique et Patrick apprennent à se servir d'instruments de musique.
À la même période, le duo d'enfants montent un numéro musical inspiré de negro spiritual, Patrick à la guitare et Dominique au saxophone. Ils jouent notamment pour l'association « La roue tourne », qui intervient lors des entractes au cinéma, ce qui leur permet de rencontrer l'énorme vedette de l'époque, Fernandel.
Au milieu des années 1960, Dominique parvient à être engagé dans une formation de free jazz où il joue du saxophone.

### Radio, cinéma, télévision et musique
Dès les années 1960, Dominique Collignon-Maurin s'investit régulièrement dans le doublage en français de dessins animés ou de films étrangers. Au début de la décennie 1960, on retrouve sa toute jeune voix notamment dans deux des grands succès de Walt Disney, Les 101 Dalmatiens et surtout Merlin l'Enchanteur où il prête sa voix au rôle principal, le jeune Arthur.
Il retrouve parfois son frère Patrick Dewaere avec lequel il reste très proche, pour certaines productions, notamment à la télévision, comme en 1964 pour la série feuilleton L'Abonné de la ligne U ou en 1971 pour le téléfilm Si j'étais vous ou encore le doublage du film loufoque et alternatif La dialectique peut-elle casser des briques ? en 1973, pour lequel ils retrouvent également leur frère Yves-Marie Maurin comme partenaire voix.
Au milieu des années 1960, avec son frère Patrick Dewaere, il écume le quartier Saint-Germain-des-Prés, les cafés, terrasses et la côte d'Azur.
En 1968, Dominique Maurin interprète un malfrat anarchiste membre de La Bande à Bonnot et pour ce tournage, il donne la réplique notamment à Jacques Brel, Bruno Cremer et Annie Girardot.
En 1969, quelques mois après les événements de mai 1968, il tourne dans la comédie Erotissimo avec Jean Yanne et Annie Girardot, dont il joue le jeune frère.
En mars 1970, dans l'émission d'actualité télévisée Panorama de Marcel Bluwal, comme d'autres acteurs parmi lesquels on remarque Michel Piccoli, Anouk Ferjac et Raymond Bussières, Dominique Maurin parle de la profession et de ses difficultés pour vivre de son métier ; il est contraint d'accepter toutes les propositions et que ses rôles ont un réel impact sur sa vie personnelle. Il explique ce que représente le métier d'acteur pour lui et pour la société.
En 1971, il tourne la comédie On est toujours trop bon avec les femmes avec dans l'un des rôles principaux, Jean-Pierre Marielle et l'actrice Élisabeth Wiener, laquelle a été la compagne de son frère Patrick, deux ans auparavant.
Pour la musique, Dominique poursuit ses créations et improvisations free jazz et fonde avec d'autres musiciens en 1975, la formation « Atonal Swing Quartet ».
En 1983, il participe au film Rebelote, dans lequel sa mère Mado Maurin, est également à l'affiche. La même année, on le retrouve dans Les Princes avec Gérard Darmon où son personnage fait partie d'une famille de gitans vivant dans une cité HLM.
En 1989, dans le film Zanzibar, son personnage se débat dans l'univers du cinéma français et des difficultés pour produire et réaliser un film.
Pour le film Lune froide en 1991, il retrouve à nouveau un thème dérangeant et un long-métrage dans lequel il croise Jean-François Stévenin, Patrick Bouchitey ou encore Jackie Berroyer.
En 1991, il prête sa voix à une œuvre radiophonique de Bernard Parmegiani intitulée È pericoloso sporgersi.
Si ce n'est quelques apparitions comme notamment, dans le film Podium, sorti en 2004, après le film Si tu voyais son cœur de Joan Chemla où il joue un rôle secondaire, Dominique Collignon-Maurin ne tourne plus de longs-métrages et se consacre au théâtre en poursuivant son travail de doublage.

### Productions théâtrales
Au théâtre, Dominique Maurin est éclectique dans ses rôles mais il peut interpréter des personnages de pièces classiques ou de patrimoine comme La Chatte sur un toit brûlant en 1956 d’après Tennessee Williams au théâtre Antoine, mise en scène par Peter Brook avec Jeanne Moreau, La guerre de Troie n'aura pas lieu de Jean Giraudoux en 1971, mise en scène de Jean Mercure au théâtre de la Ville puis au festival d'Avignon, Le Roi Lear de William Shakespeare en 2006, mise en scène de Michel Mathieu ou encore Les Possédés d'après Fiodor Dostoïevski en 2009, mise en scène de Chantal Morel au MC2, théâtre Nanterre-Amandiers ; pour autant, au cours de sa longue carrière théâtrale, il apprécie aussi les auteurs iconoclastes, alternatifs ou la comédie.
Au théâtre de la Vieille-Grille en 1969, alors que la vague du café-théâtre bat son plein à Paris, il partage les planches et coécrit avec Philippe Ogouz, Didier Kaminka et Georges Beller, le spectacle parodique et d'humour Si tu viens chez moi, change au Châtelet, consacré à une critique de la comédie musicale Hair, de la télévision, du show-business et de la vie quotidienne de l'époque.
Accompagné de Liliane Léotard, Dominique Maurin délivre en juin 1973, une expérimentation théâtrale et picturale aux Ateliers du « Théâtre national des enfants » qui vient d'être fondé par Jack Lang.
En janvier 1974, son interprétation ainsi que celle de ses confrères pour la pièce de Claude Confortès Le Marathon au théâtre d'Aubervilliers est saluée par la critique : « Les trois acteurs sont prodigieux ».
En septembre 1977, il reprend l'un des rôles principaux de la pièce Jean Harlow contre Billy le Kid écrite par Antoine Bourseiller.
Pour monter des spectacles vivants et produire les créations de théâtre, il fonde « La Colline Compagnie » en 1983.
Il inaugure la mise en scène de La Vieille Vierge insomniaque en 2018, à la Fonderie théâtre du Mans, espace créé par François Tanguy, pièce tragi-comique dans laquelle il aborde les thèmes qui lui sont chers : religion, famille d'artiste, mensonge, comédie humaine.
Le 16 juin 2019, dans le cadre du Salon du livre audio, Dominique Collignon-Maurin donne une lecture publique du dernier tome des aventures d'Harry Potter Les Reliques de la mort, place Jean-Jaurès à Montreuil (Seine-Saint-Denis).
En 2022, il donne la pièce Au nom du père, des fils et de la Vierge pas très sainte qu'il a écrite et qu'il met en scène, sur les thèmes similaires qui lui sont chers comme la religion, la famille et la vérité.

### Engagements professionnels
Dominique Colligon-Maurin est membre du Syndicat français des artistes-interprètes et de la fédération du spectacle CGT ; lors du 60e Festival d'Avignon en 2006, il s'exprime publiquement pour défendre la profession du cinéma, notamment souligner la précarité des intermittents du spectacle. En septembre 2020, il intervient publiquement au sujet de la situation du doublage en France, dans une situation préoccupante.

### Mort
Le 4 août 2025, son neveu Emmanuel Karsen annonce à l'Agence France-Presse que Dominique Collignon-Maurin est mort à Paris, des suites d'une longue maladie.

## Théâtre
- 1956 : La Chatte sur un toit brûlant d’après Tennessee Williams, Théâtre Antoine, Mise en scène Peter Brook avec J. Moreau
- 1958 : L'Étonnant Pennypacker de Liam O'Brien, adaptation Roger Ferdinand, mise en scène Jean-Pierre Grenier, théâtre Marigny
- 1960 : L'Auberge du Cheval-Blanc de Ralph Benatzky, mise en scène Maurice Lehmann, théâtre du Châtelet
- 1960 : De doux dingues de Michel André, mise en scène Jean Le Poulain, théâtre Édouard-VII
- 1961 : De doux dingues de Michel André, mise en scène Jean Le Poulain, théâtre des Célestins
- 1962 : L'Amant complaisant de Graham Greene, mise en scène Daniel Leveugle, Comédie des Champs-Élysées
- 1964 : Têtes de rechange de Jean-Victor Pellerin, mise en scène Jean Le Poulain, théâtre des Bouffes-Parisiens
- 1966 : Hier à Andersonville d'Alexandre Rivemale, mise en scène Raymond Rouleau, théâtre de Paris
- 1968 : Je ne veux pas mourir idiot de Georges Wolinski et Claude Confortès, théâtre Gramont
- 1969 : Je ne pense qu'à ça de Georges Wolinski et Claude Confortès, théâtre Gramont
- 1971 : Rintru pa trou tar hin ! de François Billetdoux, mise en scène Serge Peyrat, théâtre de la Ville
- 1971 : La guerre de Troie n'aura pas lieu de Jean Giraudoux, mise en scène Jean Mercure, théâtre de la Ville puis festival d'Avignon
- 1972 : Les Convalescents de José Vicente, mise en scène Gilda Grillo, théâtre Le Ranelagh
- 1974 : Le Marathon de Claude Confortès, mise en scène de l'auteur, théâtre de la Commune
- 1977 : Jean Harlow contre Billy the Kid de Michael McClure, mise en scène Antoine Bourseiller, théâtre Récamier
- 1980 : Un combattant comme celui-là de Luxun, mise en scène de Dominique Collignon Maurin, théâtre Récamier, Paris
- 1983 : L'homme Job écrit et mis en scène par Dominique Collignon-Maurin, Théâtre de la Cité internationale et tournée en France et en Europe
- 1986 : Médéa Mallum mis en scène par Dominique Collignon-Maurin, théâtre Naterre-Amandiers
- 1989 : Bless d'après Malcolm Lowry, mise en scène Christine Bastin, théâtre de la Ville, Paris
- 1990 : Le pleure Misère Flan O'Brian mise en scène Marie Vayssière, Théâtre de la Cité internationale
- 1991 : Jona ou le vieil indien au dos Européen écrit par Dominique Collignon-Maurin avec Bens Oester puis Fréderic Stochl, tournée Europe et Amérique Latine
- 1995 : En Passant mise en scène Marie Vayssière
- 1997 : Barbe bleue de Georg Traki, mise en scène Marie Vayssière
- 2000 : Il faut faire plaisir aux clients d'après François Rabelais, mise en scène Marie Vayssière, théâtre Gérard-Philipe
- 2001 : Par la Taille d'Alfred Jarry, mis en scène et en musique par Dominique Collignon-Maurin à Colmar puis « La Fonderie », Le Mans
- 2004 : Coda de François Tanguy, théâtre du Radeau, Le Mans
- 2006 : Le Roi Lear de William Shakespeare, mise en scène Michel Mathieu, Théâtre 2 L'Acte à Toulouse, Le Parvis, Théâtre national de Toulouse, L'Estive
- 2009 : Les Possédés d'après Fiodor Dostoïevski, mise en scène Chantal Morel, MC2, théâtre Nanterre-Amandiers
- 2010 : Tartarin raconté aux Pieds Nickelés d'après Alphonse Daudet, mise en scène Marie Vayssière, tournée
- 2014 : Les Quatre Âges d'Ovide d'après Ovide, conçu par Dominique Collignon-Maurin, Le Ring (Toulouse)
- 2017 : Autour de la Folie du Jour d'après Maurice Blanchot avec Seiji Murayama et Kathleen Reynolds La Fonderie Le Mans
- 2018 : La Vieille Vierge Insomniaque écrit et mis en scène par Dominique Collignon Maurin La Fonderie, Le Mans
- 2019 : La Vieille Vierge Insomniaque écrit et mis en scène par Dominique Collignon Maurin Le Ring (Toulouse)

## Filmographie

### Cinéma

#### Longs métrages
- 1955 : Du rififi chez les hommes de Jules Dassin
- 1955 : L'Impossible Monsieur Pipelet d'André Hunebelle
- 1955 : Les Premiers Outrages de Jean Gourguet
- 1956 : La Route joyeuse de Gene Kelly
- 1959 : Houla-Houla de Robert Darène
- 1959 : Le Petit Prof de Carlo Rim
- 1961 : La Belle Américaine de Robert Dhéry : Jojo, le fils du coiffeur
- 1964 : Les Amitiés particulières de Jean Delannoy : Marc de Blajan
- 1967 : Les Grandes Vacances de Jean Girault : Michel
- 1968 : La Bande à Bonnot de Philippe Fourastié
- 1969 : Erotissimo de Gérard Pirès
- 1971 : On est toujours trop bon avec les femmes de Michel Boisrond
- 1972 : Aimez-vous les uns les autres... mais pas trop de Daniel Moosmann
- 1981 : Neige de Juliet Berto et Jean-Henri Roger
- 1983 : Rebelote de Jacques Richard
- 1983 : Les Princes de Tony Gatlif : Petiton
- 1989 : Zanzibar de Christine Pascal
- 1991 : Lune froide de Patrick Bouchitey
- 1994 : Lumière noire de Med Hondo
- 1998 : Watani, un monde sans mal de Med Hondo
- 2017 : Si tu voyais son cœur de Joan Chemla
- 2025 : Ange de Tony Gatlif : Pepe

#### Courts métrages
- 1982 : Room Service de Boris Bergman
- 2009 : Le Scarabée d'or de Gallien Guibert
- 2010 : Crédit familial de Frédéric Dubreuil
- 2013 : Lune noire de Gallien Guibert[64]

### Télévision

#### Téléfilms
- 1962 : Le Théâtre de la jeunesse : L'Auberge de l'Ange gardien de Marcel Cravenne : Torchonnet
- 1963 : Le Théâtre de la jeunesse : Le Général Dourakine d'Yves-André Hubert : Torchonnet
- 1963 : Le Théâtre de la jeunesse : L'Enfance de Thomas Edison de Jean-Christophe Averty : Thomas
- 1964 : Le Théâtre de la jeunesse : La Sœur de Gribouille d'Yves-André Hubert : Gribouille
- 1971 : La Maison des bois de Maurice Pialat
- 1971 : Si j'étais vous d'Ange Casta : Fabien
- 1981 : Cinq-Mars
- 1983 : Le Cimetière des voitures de Fernando Arrabal

#### Séries télévisées
- 1964 : L'Abonné de la ligne U de Yannick Andréi
- 1964-1965 : Poly et le Secret des sept étoiles de Cécile Aubry : Dominique
- 1966 : L'Île au trésor
- 1967 : Salle n°8 de Jean Dewever et Robert Guez : Jacques Durand, dit « Jacky » (ép. 31, 32, 33, 35)
- 1968 : Les Cinq Dernières Minutes, épisode Traitement de choc de Claude Loursais : Patte-Folle
- 1975 : Jack de Serge Hanin
- 1991 : V comme vengeance d'Andy Bausch, Charles Bitsch, Claude Boissol, Luc Béraud, Claude Faraldo, Guy Jorré, Bernard Queysanne et Paul Vecchiali

## Discographie
- 1960 : Dominique Savio, patron des adolescents de Schielé et Mouillard, musique originale d'Emile Delpierre[65].
- 1960 : L'Auberge du Cheval-Blanc de Ralph Benatzky, mise en scène Maurice Lehmann, théâtre du Châtelet[66].
- 1960 : Les Robinsons des mers du Sud de Ken Annakin, narrateur : François Périer, Walt Disney Productions[67].
- 1964 : Poly et le Secret des sept étoiles, texte de Cécile Aubry, enregistré le 15 février 1964, musique de Charles Trenet et Paul Piot, album Philips Jeunesse P 77 263 L[68].
- 1978 : Peter et Elliott le dragon avec Philippe Noiret, Walt Disney Productions[69].
- 1997 : Selim s'évade de Deli Boys, AL Sur[70].

### Livres audio
Œuvres de J. K. Rowling.
- 2003 : Harry Potter et l'Ordre du Phénix
- 2005 : Harry Potter et le Prince de sang-mêlé
- 2007 : Harry Potter et les Reliques de la Mort

## Doublage
Note : Les dates inscrites en italique correspondent aux sorties initiales des films auxquels Dominique Collignon-Maurin a participé aux redoublages ou aux doublages tardifs.

### Cinéma

#### Films
- Nicolas Cage dans :
  - Cotton Club (1984) : Vincent Dwyer
  - Birdy (1984) : Al Columbato (1er doublage)
  - Éclair de lune (1987) : Ronny Cammareri
  - Le Raccourci (1990) : Enrico Silvestri
  - Red Rock West (1993) : Michael Williams
  - Leaving Las Vegas (1995) : Ben Sanderson
  - Rock (1996) : Dr Stanley Goodspeed
  - Les Ailes de l'enfer (1997) : Cameron Poe
  - Volte/face (1997) : Castor Troy / Sean Archer
  - La Cité des anges (1998) : Seth
  - Snake Eyes (1998) : Rick Santoro
  - 8 millimètres (1999) : Tom Welles
  - À tombeau ouvert (1999) : Frank Pierce
  - 60 secondes chrono (2000) : Randall « Memphis » Raines
  - Family Man (2000) : Jack Campbell
  - Windtalkers (2002) : Joe Enders
  - Adaptation (2002) : Charlie Kaufman / Donald Kaufman
  - Les Associés (2003) : Roy Waller
  - Benjamin Gates et le Trésor des Templiers (2004) : Benjamin Gates
  - Lord of War (2005) : Yuri Orlov
  - The Weather Man (2006) : David Spritz
  - The Wicker Man (2006) : Edward Malus
  - World Trade Center (2006) : John McLoughlin
  - Ghost Rider (2007) : Johnny Blaze / Ghost Rider
  - Next (2007) : Cris Johnson
  - Benjamin Gates et le Livre des secrets (2008) : Benjamin Gates
  - Bangkok Dangerous (2008) : Joe
  - Prédictions (2009) : John Koestler
  - Bad Lieutenant : Escale à La Nouvelle-Orléans (2009) : Terence McDonagh
  - Kick-Ass (2010) : Damon Macready / Big Daddy
  - L'Apprenti sorcier (2010) : Balthazar Blake
  - Le Dernier des Templiers (2011) : Behmen von Bleibruck
  - Hell Driver (2011) : Milton
  - Le Pacte (2011) : Will Gerard
  - Ghost Rider 2 : L'Esprit de vengeance (2012) : Johnny Blaze / Ghost Rider
  - Effraction (2012) : Kyle Miller
  - 12 heures (2012) : Will Montgomery
  - Joe (2013) : Joe Ransome
  - Suspect (2013) : Jack Halcombe
  - La Sentinelle (2014) : Evan Lake
  - Tokarev (2014) : Paul Maguire
  - Le Chaos (2015) : Rayford Steele
  - Croisades (2015) : Gallain
  - The Runner (2015) : Colin Pryce
  - Pay the Ghost (2015) : Mike Lawford
  - Le Casse (2016) : Stone
  - USS Indianapolis (2016) : le capitaine McVay
  - Snowden (2016) : Hank Forrester
  - Dog Eat Dog (2016) : Troy
  - Vengeance (2017) : John Dromoor
  - Usurpation (2017) : Brian
  - The Humanity Bureau (2017) : Noah Kross
  - The Watcher (2018) : Ray
  - Mandy (2018) : Red Miller
  - Code 211 (2018) : Mike Chandler
  - Froide Vengeance (2019) : Frank
  - Color Out of Space (2019) : Nathan Gardner
  - Kill Chain (2019) : Araña
  - Primal (2019) : Frank Walsh
  - Jiu Jitsu (2020) : Wylie
  - Prisoners of the Ghostland (2021) : Héro
  - Pig (2021) : Robin « Rob » Feld
  - Un talent en or massif (2022) : lui-même
  - Sympathy for the Devil (2023) : le passager
  - Renfield (2023) : le comte Dracula
  - Une retraite d'enfer (2023) : Matt
  - Dream Scenario (2023) : Paul Matthews
  - The Surfer (2024) : le surfer
- Willem Dafoe dans :
  - Saïgon, l'enfer pour deux flics (1988) : Buck McGriff
  - La Dernière Tentation du Christ (1988) : Jésus
  - Mississippi Burning (1989) : Alan Ward
  - Né un 4 juillet (1989) : Charlie Villa Dulce
  - Le Vol de l'Intruder (1991) : le lieutenant-commandant Virgil « Tiger » Cole
  - Le Patient anglais (1996) : David Carravagio
  - L'Ombre du vampire (2000) : Max Schreck
  - Il était une fois au Mexique... Desperado 2 (2003) : Barillo
  - La Vie aquatique (2004) : Klaus Daimler
  - The Walker (2007) : Larry Lockner
  - Les Vacances de Mr. Bean (2007) : Carson Clay (version cinéma)
  - The Grand Budapest Hotel (2014) : Jopling
  - Nos étoiles contraires (2014) : Peter van Houten
  - La Grande Muraille (2017) : Ballard
  - Seven Sisters (2017) : Terrence Settman
  - Le Crime de l'Orient-Express (2017) : l'inspecteur Gerhard Hardman
  - Togo (2019) : Leonhard Seppala
  - Sa dernière volonté (2020) : Richard McMahon
- Kevin Kline[71] dans :
  - Un poisson nommé Wanda (1988) : Otto West
  - Calendrier meurtrier (1989) : Nick Starkey
  - Je t'aime à te tuer (1990) : Joey Boca
  - Grand Canyon (1991) : Mack
  - La télé lave plus propre (1991) : Jeffrey Anderson / Dr Rod Randall
  - Chaplin (1992) : Douglas Fairbanks
  - French Kiss (1995) : Luc Teyssier
  - Looking for Richard (1996) : lui-même
  - Créatures féroces (1997) : Rod McCain
  - Le Songe d'une nuit d'été (1999) : Nick Bottom
  - De-Lovely (2004) : Cole Porter
  - La Panthère rose (2006) : le commissaire Dreyfus
  - Un jour, peut-être (2008) : Hampton Roth
  - Sex Friends (2011) : Alvin Franklin
  - Freeway et nous (2012) : Dr Joseph Winter
  - Last Vegas (2013) : Sam
  - Ricki and the Flash (2015) : Pete Brummel
- Dustin Hoffman dans :
  - Rain Man (1988) : Raymond Babbitt
  - Family Business (1989) : Vito McMullen
  - Sleepers (1996) : Danny Snyder
  - Le Maître du jeu (2003) : Wendell Rohr
  - Les Désastreuses Aventures des orphelins Baudelaire (2004) : The Critic
  - Mon beau-père, mes parents et moi (2004) : Bernie Focker
  - Mon beau-père et nous (2010) : Bernie Focker
  - Chef (2014) : Riva
  - Le Virtuose (2015) : Carvelle
  - The Program (2015) : Bob Hamman
  - The Meyerowitz Stories (2017) : Harold Meyerowitz
  - L'Homme du labyrinthe (2019[72]) : Dottor Green
- Roberto Benigni dans :
  - Le Petit Diable (1988) : Giuditta
  - La voce della luna (1990) : Ivo Salvini
  - Le Fils de la Panthère rose (1993) : le gendarme Jacques Gambrelli
  - La vie est belle (1997) : Guido Orefice
  - Pinocchio (2002) : Pinocchio
  - Le Tigre et la Neige (2005) : Attilio de Giovanni
  - To Rome with Love (2012) : Leopoldo Pisanello
- James Woods dans :
  - Le Flambeur (1974) : L'employé de banque impoli
  - L'Œil du témoin (1981) : Aldo Mercer
  - Vidéodrome (1983) : Max Renn
  - Salvador (1986) : Richard Boyle
  - Mon copain Mac, héros des étoiles (2001) : Dr Wilheim Von Huber
  - White House Down (2013) : l'agent Martin Walker
- Mark Hamill dans :
  - Star Wars, épisode IV : Un nouvel espoir (1977) : Luke Skywalker[73]
  - Star Wars, épisode V : L'Empire contre-attaque (1980) : Luke Skywalker
  - Star Wars, épisode VI : Le Retour du Jedi (1983) : Luke Skywalker
  - Jay et Bob contre-attaquent (2001) : lui-même
  - Kingsman : Services secrets (2015) : le professeur James Arnold
  - Life of Chuck (2025) : Albie Krantz
- John Malkovich dans :
  - Et la femme créa l'homme parfait (1987) : Dr Jeff Peters / Ulysses
  - Johnny English (2003) : Pascal Sauvage
  - Red (2010) : Marvin Boggs
  - Red 2 (2013) : Marvin Boggs
  - Deepwater (2016) : Donald Vidrine
- Gary Oldman dans :
  - Chattahoochee (1989) : Emmett Foley
  - Léon (1994) : Norman Stansfield
  - Meurtre à Alcatraz (1995) : Milton Glenn
  - Le Cinquième Élément (1997) : Zorg
  - Air Force One (1997) : Ivan Korshunov
- John Travolta dans :
  - White Man (1995) : Louis Pinnock
  - Michael (1996) : Michael
  - Basic (2003) : Thomas « Tom » Hardy
  - Be Cool (2005) : Chilli Palmer
  - L'Attaque du métro 123 (2009) : Dennis « Ryder » Ford
- Jeff Bridges dans :
  - Le Canardeur (1974) : Lightfoot
  - La Porte du paradis (1980) : John L. Bridges
  - La Blessure (1981) : Richard Bone
- Gary Busey dans :
  - Une étoile est née (1976) : Bobby Ritchie
  - Le Récidiviste (1978) : Willy Darina
  - Graffiti Party (1978) : Leroy « le Masochiste » Smith
- Dan Aykroyd dans :
  - 1941 (1979) : sergent Frank Tree
  - Les Voisins (1981) : Vic
  - Coneheads (1993) : Beldar Conehead / Dnald R. DeCicco
- Griffin Dunne dans :
  - After Hours (1985) : Paul Hackett
  - Who's That Girl (1987) : Gontran Trott
  - My Girl (1991) : Jack Bixler
- Bill Murray dans :
  - Fantômes en fête (1988) : Frank Cross
  - Mad Dog and Glory (1993) : Frank Milo
  - À bord du Darjeeling Limited (2007) : l'homme d'affaires
- John Turturro dans :
  - Dommage collatéral (2002) : Sean Armstrong
  - Exodus: Gods and Kings (2014) : Séthi Ier
  - The Ridiculous 6 (2015) : Abner Doubleday
- Malcolm McDowell dans :
  - If.... (1968) : Mick Travis
  - Le Voyage des damnés (1976) : Max Gunter
- Jan-Michael Vincent dans :
  - L'Affrontement (1971) : Jimmy Graham
  - La Route de la violence (1975) : Carrol Jo Hummer
- Jeff Goldblum dans :
  - Un justicier dans la ville (1974) : un des trois voyous
  - L'Invasion des profanateurs (1978) : Jack Bellicec
- Brad Dourif dans :
  - Vol au-dessus d'un nid de coucou (1975) : Billy Bibbit
  - Portrait de groupe avec dame (1976) : Boris Koltowski
- Bruce Dern dans :
  - La Brigade du Texas (1975) : Jack Strawhorn
  - Complot de famille (1976) : George Lumley
- Dennis Hopper dans :
  - Apocalypse Now (1979[74]) : le photographe
  - Super Mario Bros. (1993) : Koopa
- Jackie Chan dans :
  - Le Chinois (1980) : Jerry Kwan
  - Le Retour du Chinois (1985) : Billy Wong
- Tom Hanks dans :
  - Splash (1984) : Allen Bauer
  - That Thing You Do! (1996) : M. White
- Jon Gries dans :
  - Profession : Génie (1985) : Lazlo Hollyfeld
  - TerrorVision (1986) : O. D. Riley
- Dylan Baker dans :
  - Un ticket pour deux (1987) : Owen
  - Le Tailleur de Panama (2001) : le général Dusenbaker
- Kiefer Sutherland dans :
  - Young Guns (1988) : Josiah « Doc » Scurlock
  - Young Guns 2 (1990) : Josiah « Doc » Scurlock
- John Lithgow dans : 
  - Out Cold (1989) : Dave
  - Cliffhanger : Traque au sommet (1993) : Eric Qualen
- Jeff Daniels dans :
  - Dumb and Dumber (1994) : Harry Dunne
  - Dumb and Dumber De (2014) : Harry Dunne
- Peter Stormare dans :
  - Armageddon (1998) : Lev Andropov, le cosmonaute sur MIR
  - The Million Dollar Hotel (2000) : Dixie
- Mads Mikkelsen dans :
  - Casino Royale (2006) : Le Chiffre
  - Le Choc des titans (2010) : Draco

- 1967 : Trois fantômes à la plage : Steve Powell (Barry Gordon)
- 1969 : Porcherie : Julian Klotz (Jean-Pierre Léaud)
- 1969 : La Jeunesse du massacre : Carolino Marassi (Marzio Margine)
- 1970 : La Vengeance du tigre : Leï Ming (Jimmy Wang Yu)
- 1971 : John McCabe : un cowboy (Keith Carradine)
- 1971 : La classe ouvrière va au paradis : un ouvrier[Qui ?]
- 1972 : Bertha Boxcar : « Big » Bill Shelly (David Carradine)
- 1973 : American Graffiti : Al (Chris Pray)
- 1973 : La dialectique peut-elle casser des briques ? : ? ( ? )
- 1973 : Classe 44 (en) : Oscar (Jerry Houser)
- 1974 : Les Mains dans les poches : Stanley Rosiello (Sylvester Stallone)
- 1975 : Apocalypse 2024 : Vic (Don Johnson)
- 1975 : Lisztomania : Franz Liszt (Roger Daltrey)
- 1975 : Trinita, nous voilà ! : le collègue de Raphael au garage ( ? )
- 1976 : La Petite Fille au bout du chemin : Frank Hallet (Martin Sheen)
- 1977 : Peter et Elliott le dragon : Willie Gogan (Jeff Conaway) (1er doublage)
- 1979 : Hair : George Berger (Treat Williams)
- 1980 : Elephant Man : John Merrick (John Hurt)
- 1980 : Le Bal de l'horreur : Lou Farmer (David Mucci)
- 1980 : Fondu au noir : Richie (Mickey Rourke)
- 1981 : Le Loup-garou de Londres : David Kessler (David Naughton)
- 1982 : The Thing : Windows, responsable de la liaison radio et de l'informatique (Thomas G. Waites)
- 1984 : Supergirl : Ethan (Hart Bochner) (1er doublage)
- 1984 : Voleur de désirs : Buddy Calamara (David Caruso)
- 1985 : Retour vers le futur : George McFly (Crispin Glover)
- 1985 : Breakfast Club : John Bender (Judd Nelson)
- 1985 : Silverado : Jack (Kevin Costner)
- 1985 : Brazil : Dowser (Derrick O'Connor)
- 1985 : Le Dernier Dragon : Johnny Yu (Glen Eaton)
- 1985 : Une créature de rêve : Chett Donnelly (Bill Paxton)
- 1985 : La Rose pourpre du Caire : le communiste (Peter McRobbie)
- 1986 : Platoon : le sergent Bob Barnes (Tom Berenger)
- 1986 : Howard... une nouvelle race de héros : Phil Blumburtt (Tim Robbins)
- 1986 : Youngblood : Derek Sutton (Patrick Swayze)
- 1986 : Hannah et ses sœurs : Dusty (Daniel Stern)
- 1986 : Vendredi 13, chapitre VI : Jason le mort-vivant : Tommy Jarvis (Thom Matthews)
- 1986 : Top Gun : un opérateur radio "Strike" (Troy Hunter)
- 1987 : Boire et Déboires : Walter Davis (Bruce Willis)
- 1987 : Wall Street : Marvin (John C. McGinley)
- 1988 : À bout de course : Gus Winant (L. M. Kit Carson)
- 1988 : La Septième Prophétie : Jimmy Szaragosa (Jack Taylor)
- 1988 : La Vie en plus : Jefferson « Jake » Edward Briggs (Kevin Bacon)
- 1988 : Incidents de parcours : Geoffrey Fisher (John Pankow)
- 1988 : Nicky et Gino : Martin Chernak (David Strathairn)
- 1989 : Batman : un acolyte du Joker sur son téléphone
- 1990 : Jours de tonnerre : Rowdy Burns (Michael Rooker)
- 1991 : Space Commando : Charlie Wilcox (Christopher Lloyd)
- 1992 : Le Dernier des Mohicans : John Cameron (Terry Kinney)
- 1992 : Le Rubis du Caire : Johnny Faro (Viggo Mortensen)
- 1993 : Sommersby : Jack Sommersby (Richard Gere)
- 1993 : Naked : Johnny (David Thewlis)
- 1994 : Blown Away : Boyle (Chris O'Neill)
- 1995 : Braveheart : Stephen l'Irlandais (David O'Hara)
- 1996 : Jack : Jack Powell (Robin Williams)
- 1996 : Le Cobaye 2 : Jobe Smith (Matt Frewer)
- 1996 : Larry Flynt : Larry Flynt (Woody Harrelson)
- 1997 : Twin Town : Dai Rhys (Brian Hibbard)
- 1998 : Las Vegas Parano : Dr Gonzo (Benicio del Toro)
- 1998 : De grandes espérances : Oncle Joe (Chris Cooper)
- 1999 : La Ligne verte : Toot-Toot (Harry Dean Stanton)
- 1999 : Simpatico : Vincent Webb (Nick Nolte)
- 2000 : Un monde meilleur : Eugene Simonet (Kevin Spacey)
- 2000 : D'un rêve à l'autre : Aaron Reilly (William Fichtner)
- 2001 : La Chambre du fils : Giovanni Sermonti (Nanni Moretti)
- 2002 : Compte à rebours mortel : Noah (Robert Patrick)
- 2002 : Le Nouveau : Bear Harrison (Lyle Lovett)
- 2002 : Un seul deviendra invincible : Yank Lewis (Dayton Callie)
- 2003 : Love Actually : Billy Mack (Bill Nighy)
- 2004 : Mon voisin le tueur 2 : Strabo Gogolak (Frank Collison)
- 2004 : Le Tour du monde en quatre-vingts jours : l'inspecteur Fix (Ewen Bremner)
- 2004 : 11:14 : l'officier Hannagan (Clark Gregg)
- 2004 : La Plus Belle Victoire : John McEnroe (John McEnroe)
- 2004 : Sheena, reine de la jungle : Vic Casey (Ted Wass)
- 2004 : Alamo : Davy Crockett (Billy Bob Thornton)
- 2005 : La Légende de Zorro : Père Quintero (Tony Amendola)
- 2006 : V pour Vendetta : Gordon Deitrich (Stephen Fry)
- 2006 : Tsunami : Les Jours d'après : Nick Fraser (Tim Roth)
- 2006 : Les Fantômes de Goya : Goya (Stellan Skarsgård)
- 2009 : Whisky avec vodka : Otto Kullberg (Henry Hübchen[75])
- 2009 : Whatever Works : Joe (Michael McKean)
- 2010 : Le Dernier Exorcisme : Cotton Marcus (Patrick Fabian)
- 2012 : Django Unchained : Floyd (John Jarratt)
- 2013 : Les Flingueuses : Craig (Dan Bakkedahl)
- 2013 : Elysium : Kruger (Sharlto Copley)
- 2015 : Absolutely Anything : Maureen (Terry Gilliam) (voix)

#### Films d'animation
- 1961 : Les 101 Dalmatiens : petits dalmatiens
- 1963 : Merlin l'Enchanteur : Arthur « Moustique » Pendragon
- 1973 : Flipper City : Michael
- 1988 : Gandahar : un Tranformé
- 1995[n 1] : Si tu tends l'oreille : le baron Humbert von Gikkingen
- 1997 : Hercule : Hadès, dieu des enfers[n 2]
- 1998 : 1 001 Pattes : Le Borgne[n 3]
- 2001 : Monstres et Cie : Randall Bogue dit « Léon le caméléon »[n 4]
- 2003 : Le Monde de Nemo : Gill, le zancle[n 5]
- 2003 : Wonderful Days : Adjudant
- 2008 : La Légende de Despereaux : André[n 6]
- 2009 : Mission-G : Speckles, la taupe[n 7]
- 2009 : Le Drôle de Noël de Scrooge : Jacob Marley / Bob Cratchit[n 8]
- 2009 : Fantastic Mr. Fox : Rat[n 5]
- 2009 : Brendan et le Secret de Kells : Aidan[n 9]
- 2010 : Allez raconte ! : Hubert (création de voix)
- 2010 : Le Marchand de sable : Tournicochemar
- 2011 : Ronal le Barbare : Gu'Ra Zul
- 2012 : Niko, le petit renne 2 : Corbak
- 2012 : Ernest et Célestine : le chef de clinique rat (voix originale)
- 2013 : Les Croods : Grug[n 7]
- 2013 : Epic : La Bataille du royaume secret : Mandrake
- 2015 : Bob l'éponge, le film : Un héros sort de l'eau : Bubbles
- 2019 : Manou à l'école des goélands : Yves[n 5]

### Télévision

#### Téléfilms
- 2000 : Les Mille et Une Nuits: le sultan Schariar (Dougray Scott)

#### Séries télévisées
- Mark Hamill dans :
  - Esprits criminels (2013) : John Curtis (saison 8, épisodes 23 et 24)
  - Flash (2014-2016) : James Jesse / Trickster (3 épisodes)
- 1977-1979 : Chips : Jon Baker (Larry Wilcox)
- 1993 : Fallen Angels : Patrick Kelly (Gary Oldman)
- 2002 : The Shield : Lonnie Reborg (Denis Forest)
- 2004-2008 : Monk : Ambrose Monk (John Turturro)
- 2005-2009 : Esprits criminels : Karl Arnold (Neal Jones)
- 2006 : Day Break : Alan Patterson (Fredric Lehne)
- 2009 : Breaking Bad : Spooge (David Ury) (Saison 2)
- 2011-2012 : Luck : Chester « Ace » Bernstein (Dustin Hoffman)
- 2013 : Ray Donovan : Patrick « Sully » Sullivan (James Woods)
- 2014 : Crossbones : Edward « Barbe noire » Teach (John Malkovich)
- 2017 : Mindhunter : Alvin Moran (Hamilton Clancy)
- 2018 : La Vérité sur l'affaire Harry Quebert : David Kellergan (Matt Frewer)
- 2019 : What/If : Liam Strom (Julian Sands)

#### Série télévisée d'animation
- 1972[76] : Les Osmonds Brothers[77] : Donny
- 1985 : Les Mondes engloutis : Spartakus (voix de remplacement, épisodes 21 à 26)
- 2015-2017 : Les Croods : Origines : Grug

### Jeux vidéo
- 1997 : Hercule : Hadès
- 2002 : Monstres et Cie : Léon le caméléon
- 2002 : Monstre et Cie : L'Île de l'épouvante : Léon le caméléon
- 2003 : Le Monde de Nemo : Gill
- 2008 : 007: Quantum of Solace : le Chiffre[78]
- 2013 : Beyond: Two Souls : Nathan Dawkins[79]

### Sources bibliographiques
- Mado Maurin, Parce que c'est vrai !, Paris, éditions MAME, coll. « Raisons de vivre », 1984
- Mado Maurin, Patrick Dewaere, mon fils, cet inconnu, Paris, MAME, 1993
- Jean-Marc Loubier, Patrick Dewaere, la frayeur de vivre, Paris, éditions Michel Lafon, 2002, 326 p. (ISBN 978-2-84098-831-1)
- Mado Maurin, Patrick Dewaere, mon fils : La Vérité, Paris, Le Cherche midi, 2006, 295 p. (ISBN 978-2-7491-0531-4)
- Bertrand Tessier, Patrick Dewaere : La Douleur de vivre, Paris, Albin Michel, 2007, 96 p. (ISBN 978-2-226-15214-5)
- Rémi Fontanel, Patrick Dewaere, le funambule, Paris, Scope Éditions, 2010, 122 p. (présentation en ligne)
- Christophe Carrière, Patrick Dewaere : Une vie, Paris, Balland, 2012, 250 p. (lire en ligne)
- Christophe Carrière (préf. Lola Dewaere), Patrick Dewaere, l'écorché, Paris, Michel Lafon, 2017, 267 p. (ISBN 978-2-7499-3256-9)
- Véronique Lesueur, Patrick Dewaere, Paris, Presses de la Cité, 1992 (ISBN 978-2-258-03490-7).

#### Ouvrages complémentaires
- Thierry Le Nouvel, Le Doublage, Eyrolles, 2007, 98 p. (ISBN 978-2212121339).